# 印加坎查山
11°34′57″S 76°14′27″W / 11.58250°S 76.24083°W
印加坎查山（Inka Kancha），是秘魯的山峰，位於該國中南部利馬大區，由瓦羅奇里省的奇克拉區負責管轄，屬於安地斯山脈的一部分，海拔高度5,146米。